# 경수로

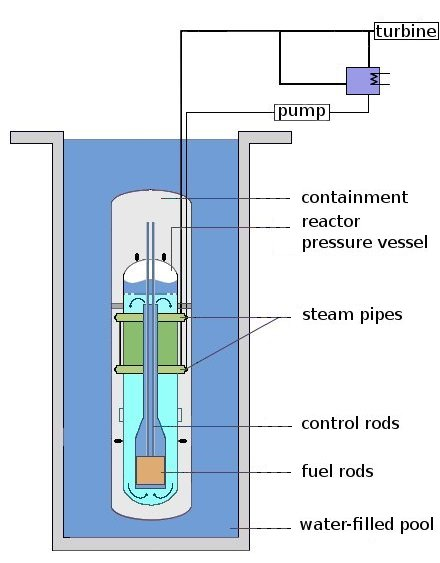
경수로

경수로(輕水爐, light-water reactor, LWR)는 감속재와 냉각재로 경수(보통의 물)를 사용하는 원자로이다. 연료인 우라늄 235가 핵분열하여 튀어나오는 고속중성자의 속도를 감속재로 줄여 연쇄반응을 제어한다.
경수로는 냉각재의 사용방법에 따라 2가지 형이 있다. 하나는 비등수형으로 노심에서 비등하고 있는 물의 수증기를 그대로 발전용 터빈으로 보내는 형태이다. 다른 하나는 가압수형으로 노심의 물에 175기압의 고압을 가하여 비등을 방지한 고온수를 증기발생기로 보낸 다음, 그곳에서 제2차 냉각수를 비등시켜서 증기를 만들어 터빈을 돌리는 형태이다.
세계에서 가동중인 발전용 원자로의 80%가 경수로로서 그 가운데 약 70%가 가압수형이고, 약 30%가 비등수형이다. 경수로는 처음에 미국에서 잠수함 동력로로 개발되었다.
경수로는 무기급 혹은 원자로급 플루토늄 추출을 통한 핵확산의 잠재적 불안 요인을 안고 있다.

## 같이 보기
- 가압수형 원자로(PWR)
- 비등수형 원자로(BWR)
- 러시아형 가압수형 원자로(VVER)